# Refuge Cézanne
Le refuge Cézanne est situé à 1 874 mètres d'altitude sur la commune de Pelvoux, dans le Briançonnais, au Pré de Madame Carle. Ce refuge n'est ouvert qu'en hiver, et n'est pas gardé.